# El sexo de los ángeles
El sexo de los ángeles es una película española de Xavier Villaverde protagonizada por Álvaro Cervantes, Àstrid Bergès-Frisbey y Llorenç González. Estrenada en 2011.

## Historia
El sexo de los Ángeles es una película española protagonizada por Álvaro Cervantes (Tres metros sobre el cielo), Astrid Bergés-Frisbey y Llorenç González, que narra la historia de dos jóvenes: Carla (Àstrid Bergès-Frisbey) y Bruno (Llorenç González), que guiándose por sus emociones, aprenderán a vivir su propia vida con toda la fuerza e intensidad de su juventud, devorando cada momento.

## Sinopsis
¿Hasta dónde llegan los límites en una pareja? ¿Qué pasa cuando la pasión se enfrenta a la razón? ¿Cómo ser fiel y no renunciar al deseo? Carla (Astrid Bergés-Frisbey) y Bruno (Llorenç González) creen tener respuestas para todo hasta que en su vida aparece Rai (Álvaro Cervantes), un joven atractivo y misterioso que vive al margen de las normas. En esta historia sobre el amor y la amistad las fronteras se disuelven a ritmo de break y funky para ofrecernos una visión provocadora, excitante y profundamente conmovedora de las relaciones sentimentales. 
Carla y Bruno guiándose por sus emociones, aprenderán a vivir su propia vida con toda la fuerza e intensidad de su juventud, devorando cada momento.

## Reparto
- Álvaro Cervantes como Rai.
- Àstrid Bergès-Frisbey como Carla.
- Llorenç González como Bruno.
- Lluïsa Castell como la madre de Carla.
- Marc García-Coté como Adrián.
- Ricard Farré como Oscar.
- Sonia Méndez como Marta.
- Julieta Marocco como María.
- Marc Pociello como Dani.
- Sara Miquel

## Rodaje
Película rodada en localizaciones de Barcelona.